# Guyencourt-Saulcourt

Guyencourt-Saulcourt este o comună în departamentul Somme, Franța. În 2009 avea o populație de 127 de locuitori.